# Carmel Lotan
Carmel Lotan (hebräisch כרמל לוטן; * 3. März 1994 in Schoham, Israel) ist eine israelische Schauspielerin.

## Leben und Karriere
Lotan wurde in Schoham geboren. Sie ist die älteste Kind von fünf Geschwistern. Sie studierte an der American Academy of Dramatic Arts.
2010 gab sie in jeweils einer Episode der Fernsehserien House Arrest und After the Bell ihr Fernsehschauspieldebüt. Danach war sie von 2012 bis 2013 in der Fernsehserie Yomanei HaChofesh HaGadol zu sehen.
Zwischen 2016 und 2019 bekam Lotan in der Serie Ne'elamim eine Hauptrolle. 2020 war sie in dem Kurzfilm The Rest Is Silence zu sehen.

## Filmografie (Auswahl)
Filme
- 2020: The Rest Is Silence

Serien
- 2012–2013: Yomanei HaChofesh HaGadol
- 2016–2019: Ne'elamim